# Tage Thiel
Torkel Tage Thiel, född 18 september 1909 i Oscars församling, Stockholm, död 15 maj 1990 i Trosa stadsförsamling, var en svensk författare, översättare och affärsman.

## Biografi
Tage Thiel var son till bankmannen och konstsamlaren Ernest Thiel och hans andra hustru Signe Maria Thiel. Han debuterade under 1930-talet och var främst verksam som poet och aforistiker samt naturskildrare med förkärlek för skärgårdsmotiv. Han stod nära de Fem ungas primitivistiska livsåskådning och krav på kulturförnyelse, men vände sig samtidigt mot tidens antiintellektualism, exempelvis i Livstro (1932) och Livens liv (1947).
På senare år drogs Thiel till österländska tankegångar av Zen-karaktär och gav bland annat ut självbiografin Den förlorade sonen (1973) och diktsamlingen Incarno (1976). Som översättare har Thiel bland annat översatt verk av Friedrich Nietzsche. Han redigerade också faderns memoarbok Vara eller synas vara (1969).

### Översättningar
- Johnson, James Weldon (1935). Världens skapelse  / fritt efter James Weldon Johnson av Tage Thiel ; med 10 teckningar av Adja M. Yunkers. Stockholm: Universal press. Libris 1356656
- Arkel Zegwaard, J. van (1949). Kvinnoläkaren : roman / granskad och med företal av Sigurd Elvin ; [till svenska av Tage Thiel]. Stockholm: Medén. Libris 1387836
- Kesten, Hermann (1949). Copernicus : biografisk roman / i förkortad svensk tolkning av Tage Thiel. Stockholm: Medéns. Libris 533044
- Nietzsche, Friedrich (1950). Så talade Zarathustra : en bok för alla och ingen  : jubileumsupplaga utgiven till femtioårsdagen av Nietzsches död / [övers. av Tage Thiel; granskad och med företal av John Landquist]. Stockholm: Medén. Libris 8219754
- Nietzsche, Friedrich (1951). Så sjöng Zarathustra : dikter och fragment / i tolkning av Tage Thiel ; granskade och med företal av John Landquist. Stockholm: Medén. Libris 1444340
- Nietzsche, Friedrich (1971). Antikrist : hammaren talar / svensk tolkning och urval med hänsyn tagen till senaste Nietzsche-forskning av Tage Thiel... Boc-serien, 99-0117341-8. Staffanstorp: Cavefors. Libris 10317